# 동홍욱
동홍욱(董弘旭, 1928년 ~ 2011년)은 대한민국의 제3대 국토통일원 차관과 제7대 감사원 사무총장을 지낸 공무원이며, 관동대학교 학장과 명지대학교 행정학과 교수를 역임한 교육인이다. 본관은 광천이며, 함경남도 북청군 출신이다.

## 경력
- 한국 전쟁 참전
- 대한민국 육군 중령 예편
- 1972년 6월 20일 ~ 1974년 4월 19일 : 제3대 소청심사위원회 위원장[2]
- 1975년 8월 18일 ~ 1975년 12월 26일 : 제3대 국토통일원 차관
- 1975년 12월 27일 ~ 1980년 7월 10일 : 제7대 감사원 사무총장
- 1983년 ~ 1985년 : 제8대 관동대학교 학장
- 명지대학교 행정학과 교수

## 학력
- 육군보병학교
- 육군포병학교
- 미국 미주리 종합군사학원
- 미국 육군참모대학교
- 대한민국 국방대학교 행정학사
- 고려대학교 대학원 석사
- 고려대학교 대학원 박사

## 상훈
- 충무무공훈장
- 화랑무공훈장
- 미국 동성훈장
- 프랑스 근정공로훈장